# 克羅皮夫尼亞 (科羅斯特舍夫區)
50°14′38″N 29°11′20″E / 50.24389°N 29.18889°E
克羅皮夫尼亞（烏克蘭語：Кропивня）是烏克蘭北部的村莊，隸屬日托米爾州的日托米爾區。該村始建於1782年，面積2.34平方公里，海拔高度200米，2001年人口485，人口密度每平方公里207.26人。